# Balthasar Teuber
Balthasar Teuber – patrycjusz świdnicki, burmistrz miasta w latach 1620/1621, 1623/1624, 1626/1627 i 1632/1633.
Był właścicielem jednej z kamienic w Rynku (obecnie nosi ona numer 14). Odziedziczył ją po swoim teściu, rajcy miejskim Davidzie Kriegu.
Zmarł w 1633 roku, w wyniku wielkiej zarazy, która pochłonęła około 16-17 tysięcy istnień ludzkich.